# Limnonectes finchi
Limnonectes finchi là một loài ếch trong họ Ranidae.
Nó được tìm thấy ở Indonesia và Malaysia.
Các môi trường sống tự nhiên của chúng là các khu rừng ẩm ướt đất thấp nhiệt đới hoặc cận nhiệt đới và đầm nước ngọt có nước theo mùa. Nó không được xem là bị đe dọa theo IUCN.